# Staurastrum thunmarkii
Staurastrum thunmarkii là một loài Song tinh tảo trong họ Desmidiaceae, thuộc chi Staurastrum.